# Леао, Эмерсон
Э́мерсон Леа́о (порт. Emerson Leão португальское произношение: [ˈɛmeʁsõ leˈɐ̃w]; род. 11 июля 1949, Рибейран-Прету, Сан-Паулу) — бразильский футболист и футбольный тренер. Выступал на позиции вратаря. Чемпион мира 1970 года.
Выступал за множество команд, наибольших успехов добился с «Палмейрасом». Также выступал за клубы «Сан-Жозе», «Комершиал» (Рибейран-Прету), «Васко да Гама», «Гремио», «Коринтианс» и «Спорт Ресифи». Провёл 80 официальных матчей за сборную Бразилии, за которую играл на протяжении 15-ти лет.
По завершении карьеры стал тренером. Работал в Бразилии, Японии и Катаре. Тренировал сборную Бразилии.

## Карьера

### Клубная
Большую часть карьеры футболиста Эмерсон провёл в «Палмейрасе», за который выступал с 1968 по 1978 год, сыграв за это время более 500 матчей. На стыке 1970-х и 1980-х годов играл за «Васко да Гаму» и «Гремио». В 1983 году перешёл в «Коринтианс». Переход Леао в «Коринтианс» решался общим голосованием игроков этой команды.
На тот момент в клубе действовал особый уклад функционирования, так называемая «Коринтианская демократия». Её идеолог Сократес следующим образом описывает пребывание Эмерсона Леао в клубе в 1983 году:

Наша команда жила, трудилась и играла гармонично. Каждый из нас имел одинаковые права, независимо от образования, цвета кожи, политических взглядов. Каждый мог высказывать свою точку зрения. Она обсуждалась, и, бывало, человек прощался с клубом по своему желанию. Знаменитый вратарь Леао некоторое время был у нас, но предпочёл возвратиться в «Палмейрас». Леао — сильная личность, но ему чужды демократические взгляды, и это мешало командной работе.— Сократес
После ухода из «тимау» вернулся в «Палмейрас», в котором за три сезона провёл ещё более сотни матчей. Завершил карьеру футболиста в 1987 году в «Спорте» из Ресифи.

### В сборной
В сборной Бразилии Эмерсон Леао дебютировал 8 марта 1970 года в товарищеском матче со сборной Аргентины, завершившимся со счётом 2:1. В составе сборной Леао принял участие в четырёх чемпионатах мира 1970, 1974, 1978 и 1986 годов и двух Кубках Америки 1979 и 1983 годов. Причём в 1970 году Леао в составе сборной стал чемпионом мира, а в 1978 году занял третье место. Своё последнее выступление за сборную Леао провёл в товарищеском матче против сборной Югославии 30 апреля 1986 года, тот матч завершился победой бразильцев со счётом 4:2. Всего же за сборную Леао сыграл 80 официальных матчей, в которых пропустил 49 голов, причём 45 матчей Леао отстоял «на ноль». Также Леао сыграл за сборную 27 неофициальных матчей, в которых пропустил 23 гола.
| №  | Дата             | Соперник         | Счёт | Голы | Соревнование                 |
| -- | ---------------- | ---------------- | ---- | ---- | ---------------------------- |
| 1  | 8 марта 1970     | Аргентина        | 2:1  | 1    | Товарищеский матч            |
| 2  | 22 марта 1970    | Чили             | 5:0  | —    | Товарищеский матч            |
| 3  | 28 июня 1972     | Чехословакия     | 0:0  | —    | Кубок Независимости Бразилии |
| 4  | 2 июля 1972      | Югославия        | 3:0  | —    | Кубок Независимости Бразилии |
| 5  | 5 июля 1972      | Шотландия        | 1:0  | —    | Кубок Независимости Бразилии |
| 6  | 9 июля 1972      | Португалия       | 1:0  | —    | Кубок Независимости Бразилии |
| 7  | 27 мая 1973      | Боливия          | 5:0  | —    | Товарищеский матч            |
| 8  | 9 июня 1973      | Италия           | 0:2  | 2    | Товарищеский матч            |
| 9  | 16 июня 1973     | ФРГ              | 1:0  | —    | Товарищеский матч            |
| 10 | 25 июня 1973     | Швеция           | 0:1  | 1    | Товарищеский матч            |
| 11 | 30 июня 1973     | Шотландия        | 1:0  | —    | Товарищеский матч            |
| 12 | 31 марта 1974    | Мексика          | 1:1  | 1    | Товарищеский матч            |
| 13 | 14 апреля 1974   | Болгария         | 1:0  | —    | Товарищеский матч            |
| 14 | 17 апреля 1974   | Румыния          | 2:0  | —    | Товарищеский матч            |
| 15 | 21 апреля 1974   | Республика Гаити | 4:0  | —    | Товарищеский матч            |
| 16 | 28 апреля 1974   | Греция           | 0:0  | —    | Товарищеский матч            |
| 17 | 1 мая 1974       | Австрия          | 0:0  | —    | Товарищеский матч            |
| 18 | 5 мая 1974       | Австрия          | 2:1  | 1    | Товарищеский матч            |
| 19 | 12 мая 1974      | Парагвай         | 2:0  | —    | Товарищеский матч            |
| 20 | 13 июня 1974     | Югославия        | 0:0  | —    | ЧМ-1974. Групповой турнир    |
| 21 | 18 июня 1974     | Шотландия        | 0:0  | —    | ЧМ-1974. Групповой турнир    |
| 22 | 22 июня 1974     | Заир             | 3:0  | —    | ЧМ-1974. Групповой турнир    |
| 23 | 26 июня 1974     | ГДР              | 1:0  | —    | ЧМ-1974. Групповой турнир    |
| 24 | 30 июня 1974     | Аргентина        | 2:1  | 1    | ЧМ-1974. Групповой турнир    |
| 25 | 3 июля 1974      | Нидерланды       | 0:2  | 2    | ЧМ-1974. Групповой турнир    |
| 26 | 6 июля 1974      | Польша           | 0:1  | 1    | ЧМ-1974. Плей-офф            |
| 27 | 23 мая 1976      | Англия           | 1:0  | —    | Кубок двухсотлетия США       |
| 28 | 31 мая 1976      | Италия           | 4:1  | 1    | Кубок двухсотлетия США       |
| 29 | 4 июня 1976      | Мексика          | 3:0  | —    | Товарищеский матч            |
| 30 | 9 июня 1976      | Парагвай         | 3:1  | 1    | Кубок Освалдо Круза          |
| 31 | 1 декабря 1976   | СССР             | 2:0  | —    | Товарищеский матч            |
| 32 | 23 января 1977   | Болгария         | 1:0  | —    | Товарищеский матч            |
| 33 | 20 февраля 1977  | Колумбия         | 0:0  | —    | Отборочный матч ЧМ-1978      |
| 34 | 9 марта 1977     | Колумбия         | 6:0  | —    | Отборочный матч ЧМ-1978      |
| 35 | 13 марта 1977    | Парагвай         | 1:0  | —    | Отборочный матч ЧМ-1978      |
| 36 | 20 марта 1977    | Парагвай         | 1:1  | 1    | Отборочный матч ЧМ-1978      |
| 37 | 8 июня 1977      | Англия           | 0:0  | —    | Товарищеский матч            |
| 38 | 12 июня 1977     | ФРГ              | 1:1  | 1    | Товарищеский матч            |
| 39 | 19 июня 1977     | Польша           | 3:1  | 1    | Товарищеский матч            |
| 40 | 23 июня 1977     | Шотландия        | 2:0  | —    | Товарищеский матч            |
| 41 | 26 июня 1977     | Югославия        | 0:0  | —    | Товарищеский матч            |
| 42 | 30 июня 1977     | Франция          | 2:2  | 2    | Товарищеский матч            |
| 43 | 10 июля 1977     | Перу             | 1:0  | —    | Отборочный матч ЧМ-1978      |
| 44 | 14 июля 1977     | Боливия          | 8:0  | —    | Отборочный матч ЧМ-1978      |
| 45 | 1 апреля 1978    | Франция          | 0:1  | 1    | Товарищеский матч            |
| 46 | 5 апреля 1978    | ФРГ              | 1:0  | —    | Товарищеский матч            |
| 47 | 19 апреля 1978   | Англия           | 1:1  | 1    | Товарищеский матч            |
| 48 | 1 мая 1978       | Перу             | 3:0  | —    | Товарищеский матч            |
| 49 | 17 мая 1978      | Чехословакия     | 2:0  | —    | Товарищеский матч            |
| 50 | 3 июня 1978      | Швеция           | 1:1  | 1    | ЧМ-1978. Групповой турнир    |
| 51 | 7 июня 1978      | Испания          | 0:0  | —    | ЧМ-1978. Групповой турнир    |
| 52 | 11 июня 1978     | Австрия          | 1:0  | —    | ЧМ-1978. Групповой турнир    |
| 53 | 14 июня 1978     | Перу             | 3:0  | —    | ЧМ-1978. Групповой турнир    |
| 54 | 18 июня 1978     | Аргентина        | 0:0  | —    | ЧМ-1978. Групповой турнир    |
| 55 | 21 июня 1978     | Польша           | 3:1  | 1    | ЧМ-1978. Групповой турнир    |
| 56 | 24 июня 1978     | Италия           | 2:1  | 1    | ЧМ-1978. Плей-офф            |
| 57 | 17 мая 1979      | Парагвай         | 6:0  | —    | Товарищеский матч            |
| 58 | 31 мая 1979      | Уругвай          | 5:1  | 1    | Товарищеский матч            |
| 59 | 26 июля 1979     | Боливия          | 1:2  | 2    | Кубок Америки 1979           |
| 60 | 2 августа 1979   | Аргентина        | 2:1  | 1    | Кубок Америки 1979           |
| 61 | 16 августа 1979  | Боливия          | 2:0  | —    | Кубок Америки 1979           |
| 62 | 23 августа 1979  | Аргентина        | 2:2  | 2    | Кубок Америки 1979           |
| 63 | 24 октября 1979  | Парагвай         | 1:2  | 2    | Кубок Америки 1979           |
| 64 | 31 октября 1979  | Парагвай         | 2:2  | 2    | Кубок Америки 1979           |
| 65 | 28 апреля 1983   | Чили             | 3:2  | 2    | Товарищеский матч            |
| 66 | 8 июня 1983      | Португалия       | 4:0  | —    | Товарищеский матч            |
| 67 | 12 июня 1983     | Уэльс            | 1:1  | 1    | Товарищеский матч            |
| 68 | 17 июня 1983     | Швейцария        | 2:1  | 1    | Товарищеский матч            |
| 69 | 22 июня 1983     | Швеция           | 3:3  | 3    | Товарищеский матч            |
| 70 | 28 июня 1983     | Чили             | 0:0  | —    | Товарищеский матч            |
| 71 | 17 августа 1983  | Эквадор          | 1:0  | —    | Кубок Америки 1983           |
| 72 | 24 августа 1983  | Аргентина        | 0:1  | 1    | Кубок Америки 1983           |
| 73 | 1 сентября 1983  | Эквадор          | 5:0  | —    | Кубок Америки 1983           |
| 74 | 14 сентября 1983 | Аргентина        | 0:0  | —    | Кубок Америки 1983           |
| 75 | 13 октября 1983  | Парагвай         | 1:1  | 1    | Кубок Америки 1983           |
| 76 | 20 октября 1983  | Парагвай         | 0:0  | —    | Кубок Америки 1983           |
| 77 | 27 октября 1983  | Уругвай          | 0:2  | 2    | Кубок Америки 1983           |
| 78 | 4 ноября 1983    | Уругвай          | 1:1  | 1    | Кубок Америки 1983           |
| 79 | 16 марта 1986    | Венгрия          | 0:3  | 3    | Товарищеский матч            |
| 80 | 30 апреля 1986   | Югославия        | 4:2  | 2    | Товарищеский матч            |

Итого: матчей — 80, из них «сухих» — 45 / пропущено голов — 49; побед — 45, ничьих — 25, поражений — 10
| №  | Дата            | Соперник                             | Счёт | Голы | Соревнование           |
| -- | --------------- | ------------------------------------ | ---- | ---- | ---------------------- |
| 1  | 5 апреля 1970   | Сборная штата Амазонас               | 4:1  | 1    | Товарищеский матч      |
| 2  | 19 апреля 1970  | Сборная штата Минас-Жерайс           | 3:1  | 1    | Товарищеский матч      |
| 3  | 24 мая 1970     | Ирапуато                             | 3:0  | —    | Товарищеский матч      |
| 4  | 10 июня 1972    | Бразилия (олимп.)                    | 2:1  | 1    | Товарищеский матч      |
| 5  | 13 июня 1972    | Гамбург                              | 2:0  | —    | Товарищеский матч      |
| 6  | 17 июня 1972    | Сборная штата Риу-Гранди-ду-Сул      | 3:3  | 3    | Товарищеский матч      |
| 7  | 3 июля 1973     | Объединённая сборная Ирландии        | 4:3  | 3    | Товарищеский матч      |
| 8  | 19 декабря 1973 | Сборная легионеров                   | 2:1  | 1    | Товарищеский матч      |
| 9  | 3 июня 1974     | Сборная Базеля                       | 5:2  | 2    | Товарищеский матч      |
| 10 | 28 мая 1976     | Сборная американской лиги            | 2:0  | —    | Кубок двухсотлетия США |
| 11 | 6 октября 1976  | Фламенго                             | 0:2  | 2    | Товарищеский матч      |
| 12 | 25 января 1977  | Сборная штата Сан-Паулу              | 2:0  | —    | Товарищеский матч      |
| 13 | 30 января 1977  | Сборная Фламенго и Флуминенсе        | 1:1  | 1    | Товарищеский матч      |
| 14 | 6 февраля 1977  | Мильонариос                          | 2:0  | —    | Товарищеский матч      |
| 15 | 3 марта 1977    | Сборная Васко да Гама и Ботафого     | 6:1  | 1    | Товарищеский матч      |
| 16 | 5 июня 1977     | Сборная штата Рио-де-Жанейро         | 4:2  | 2    | Товарищеский матч      |
| 17 | 16 июня 1977    | Сборная штата Сан-Паулу              | 1:1  | 1    | Товарищеский матч      |
| 18 | 12 октября 1977 | Милан                                | 3:0  | —    | Товарищеский матч      |
| 19 | 12 марта 1978   | Неофициальная сборная Рио-де-Жанейро | 7:0  | —    | Товарищеский матч      |
| 20 | 19 марта 1978   | Сборная штата Гояс                   | 3:1  | 1    | Товарищеский матч      |
| 21 | 22 марта 1978   | Сборная штата Парана                 | 1:0  | —    | Товарищеский матч      |
| 22 | 10 апреля 1978  | Аль-Ахли (Джидда)                    | 6:1  | 1    | Товарищеский матч      |
| 23 | 13 апреля 1978  | Интернационале                       | 2:0  | —    | Товарищеский матч      |
| 24 | 21 апреля 1978  | Атлетико Мадрид                      | 3:0  | —    | Товарищеский матч      |
| 25 | 13 мая 1978     | Сборная штата Пернамбуку             | 0:0  | —    | Товарищеский матч      |
| 26 | 25 мая 1978     | Сборная штата Риу-Гранди-ду-Сул      | 2:2  | 2    | Товарищеский матч      |
| 27 | 21 июня 1979    | Аякс (Амстердам)                     | 5:0  | —    | Товарищеский матч      |

Итого: матчей — 27, из них «сухих» — 12 / пропущено голов — 23; побед — 21, ничьих — 5, поражений — 1

### Тренерская
24 октября 2011 года Леао возглавил клуб «Сан-Паулу». Контракт подписан до конца сезона 2011. Сменил на этом посту Адилсона Батисту. 1 декабря 2011 года Леао продлил контракт «Сан-Паулу» на сезон 2012. 26 июня 2012 года тренер расторг контракт с «Сан-Паулу» по взаимному согласию. Его преемником на этом посту стал Ней Франко. 30 августа 2012 года назначен главным тренером клуба серии B «Сан-Каэтано». 25 октября 2012 года Леао был уволен.

## Достижения

### Командные
Сборная Бразилии
- Чемпион мира: 1970
- Бронзовый призёр чемпионата мира: 1978
- Серебряный призёр Кубка Америки: 1979
- Бронзовый призёр Кубка Америки: 1983
- Обладатель Кубка Рока (2): 1971, 1976
- Обладатель Кубка независимости Бразилии: 1972
- Обладатель Кубка Освалдо Круза: 1976
- Обладатель Кубка Атлантики: 1976

«Палмейрас»
- Обладатель Кубка Робертао: 1969
- Чемпион Бразилии (2): 1972, 1973
- Серебряный призёр чемпионата Бразилии: 1978
- Чемпион штата Сан-Паулу (3): 1972, 1974, 1976
- Серебряный призёр чемпионата штата Сан-Паулу (4): 1969, 1970, 1971, 1973

«Васко да Гама»
- Серебряный призёр чемпионата Бразилии: 1979
- Серебряный призёр чемпионата штата Рио-де-Жанейро (2): 1979, 1980

«Гремио»
- Чемпион Бразилии: 1981
- Серебряный призёр чемпионата Бразилии: 1982
- Чемпион штата Риу-Гранди-ду-Сул: 1980
- Серебряный призёр чемпионата штата Риу-Гранди-ду-Сул (2): 1981, 1982

«Коринтианс»
- Чемпион штата Сан-Паулу: 1983

### Тренерские
«Спорт Ресифи»
- Чемпион Бразилии: 1987
- Чемпион штата Пернамбуку: 2000

«Юмури Верди»
- Обладатель Кубка Японии: 1996

«Атлетико Минейро»
- Обладатель Кубка КОНМЕБОЛ: 1997

«Сантос»
- Чемпион Бразилии: 2002
- Обладатель Кубка КОНМЕБОЛ: 1998

«Сан-Паулу»
Чемпион штата Сан-Паулу: 2005

### Личные
- Обладатель «Серебряного мяча» Бразилии: 1972